# Война за бургундское наследство
Война за Бургундское наследство 1477—1482 годов — вооружённый конфликт между Францией и домом Габсбургов из-за раздела Бургундского государства.

## Бургундское наследство
Неожиданная гибель бургундского герцога Карла Смелого в битве при Нанси 5 января 1477 года немедленно поставила под вопрос существование Бургундского государства. Генеральные штаты Нидерландов, собравшиеся 26 января в Генте, признали его дочь Марию Бургундскую своей правительницей, но выговорили для себя право собираться в любое время и воспротивились продолжению войны. Органы управления, созданные Филиппом Добрым и его сыном, ликвидировались, и в регионе восстанавливались древние свободы. Эта уступка, названная «Гентской Привилегией» (11 февраля 1477 года), была весьма значительной, но не смогла успокоить волнения, начавшиеся в нидерландских городах.
Несколько соседних правителей заявили свои претензии на бургундские земли или на руку наследницы Бургундии. Наиболее вескими были аргументы Максимилиана Габсбурга, которому Карл Смелый обещал свою дочь в предыдущем году. Рене II Лотарингский, находившийся с герцогом в состоянии войны, сразу же после Нанси вторгся на бургундскую территорию. Сигизмунд Тирольский и швейцарцы хотели захватить Франш-Конте. Голландия, Зеландия, Фрисландия и Геннегау стали объектами требований пфальцграфа Рейнского и герцога Баварии.
Самым опасным претендентом был Людовик XI, в течение нескольких лет готовивший крушение Бургундской державы, и намеревавшийся «разрушить и уничтожить этот дом и раздать его сеньории во многие руки».
После трёх крупных поражений подряд бургундская армия лишилась отборных частей и лучших военачальников, казна была пуста, а часть высших чиновников подкуплена французами. Могущественное государство Великих герцогов Запада, строившееся несколько десятилетий, рухнуло в считанные дни.

## Действия Людовика XI
Первые известия о разгроме при Нанси, полученные при французском дворе, еще не содержали точных сведений о судьбе герцога, тем не менее, Людовик, по словам Филиппа де Коммина, «так обрадовался (…), что не сразу сообразил, как ему поступить». Созвав капитанов и вельмож, он сообщил им последние известия.

Все выразили великую радость, но тем, кто стоял рядом, было видно, что среди них немало таких, которые выражали радость через силу, ибо предпочли бы, чтобы дела герцога обстояли лучше. А причина, вероятно, заключалась в том, что короля очень боялись и опасались, как бы он, избавившись от своих врагов, не пожелал произвести перемены, а в особенности — как бы не лишил их должностей и постов; ведь среди них было много таких, кто участвовал в лиге Общественного блага или же служил его брату герцогу Гиенскому и выступал в своё время против него.— Филипп де Коммин. Мемуары, с. 186
Адмирал Бурбон и Филипп де Коммин были направлены в Пикардию и Артуа, чтобы уговорами, угрозами и подкупом склонить их города под власть короля Франции. Города на Сомме, исторически относившиеся к Франции, легко сдались, но в Артуа королевским послам было заявлено, что графство является законным владением Марии Бургундской, и пока не истек срок Солёврского перемирия, Людовику не следует выдвигать новых требований. При этом в области царила паника, поскольку, по словам Коммина, в случае французского вторжения местные власти едва ли могли выставить более 1500 воинов, спасшихся после недавнего поражения.

Речи и манера разговора бургундских подданных сильно изменились, ибо они теперь говорили тихо и подобострастно; не то, чтобы они в былые времена говорили более высокомерно, чем следует, — просто тогда, когда я еще был с ними, они чувствовали себя столь сильными, что говорили с королём и о короле отнюдь не с таким почтением, как впоследствии. И если б люди всегда вели себя мудро, они бы в пору преуспеяния были умеренны в речах, чтобы у них не было причины меняться, когда придет беда.— Филипп де Коммин. Мемуары, с. 188

## Аннексия обеих Бургундий
7 января тело герцога Бургундского было опознано, и Людовик немедленно приступил к действиям. Вопреки мнению Коммина, предлагавшего присоединить бургундские земли к Франции путём брака Марии с дофином, король решил пойти на прямую аннексию основных бургундских доменов, обвинив герцога в измене. Соответствующий процесс был начат в Парижском парламенте. Таким образом он рассчитывал овладеть обеими Бургундиями, Артуа, Фландрией и Эно, а прочие нидерландские земли разделить между германскими сеньорами. Он не рассчитывал встретить серьезного сопротивления, и то обстоятельство, что Франш-Конте и Эно были имперскими ленами и не могли быть отобраны французской короной, его не смущало.
Людовику удалось легко устранить большинство соперников. Рене Лотарингский по первому требованию Франции отозвал свои войска, Сигизмунд отказался от притязаний в обмен на пенсион. Швейцарцам было заплачено 100 000 флоринов. Максимилиан Габсбург также пытался заключить с ними союз, но не смог найти обещанных 150 000 флоринов.
На сторону Франции удалось переманить нескольких бургундских вельмож, в том числе великого бастарда Антуана Бургундского. 25 января в Дижон вступил Жорж II де Латремуй, сеньор де Кран, с 6 тыс. солдат. Штаты герцогства Бургундии в конце января приняли королевский ультиматум и отдались под защиту Франции. Штаты графства Бургундии и Шароле сопротивлялись несколько дольше, но и они 18 февраля приняли французские требования. Для подчинения Франш-Конте были направлены сеньор де Кран, ставший губернатором, Шарль де Шомон-Амбуаз и Жан де Шалон, принц Оранский, могущественный местный сеньор, назначенный генеральным наместником новой провинции.

## Война во Франш-Конте
Мария Бургундская обратилась к населению с призывом сохранять верность законным сеньорам, что, вместе с недовольством повальными французскими грабежами, уже весной привело к всеобщему восстанию. Принц Оранский, которому королём было обещано губернаторство, быстро сообразил, что Людовик использует его как марионетку, не давая реальной власти, и перешел на сторону Марии, возглавив сопротивление вместе с Симоном де Кинье. Последнего французы поймали в 1478 году и посадили в железную клетку, но Жан де Шалон действовал с большим успехом, объединив вокруг себя знать Франш-Конте. К восстанию присоединились Гийом IV де Вержи, Луи де Вьен, Гийом де Лабом, Клод де Водре, Клод де Тулонжон, Шарль де Шалон, Леонар де Шалон, сиры д'Андело, де Дигуан, де Роншо, де Монкле и другие. Герцогиня Мария назначила принца Оранского своим генеральным наместником с жалованием в 40 000 ливров. Разгневанный Людовик сравнивал его с Иудой, называл «принцем за тридцать денье» и приказал в случае поимки сжечь живьем.
С марта 1477 г. Жан де Шалон находился в Безансоне, где договорился с мандатариями своего дяди Гуго де Шато-Гийона о вводе гарнизонов в крепости, которые тот удерживал. Собрав войска в городах и сельской местности, принц обратился за помощью к швейцарцам, направив Шарля де Невшателя, архиепископа Безансонского, на ассамблею в Люцерне. Собрание кантонов отвергло щедрые бургундские предложения, проголосовав за сохранение союза с Францией, но агенты принца сумели нанять большое число швейцарцев, возвращавшихся на родину после победы при Нанси.

### Осада Везуля
Военные действия начались неблагоприятно для французов. Через несколько дней после восстания в столице графства Доле сир де Кран попытался отбить Везуль, где оборонялся Гийом де Водре, но потерпел позорную неудачу. Грозовой ночью 17 марта Водре произвел вылазку во главе гарнизона и горожан, и обрушился на лагерь осаждающих, обратив французов в паническое бегство. Много солдат было перебито везульцами, часть утонула, пытаясь спастись вплавь через Сону, другие были поодиночке перерезаны местными крестьянами. Сир де Кран едва сумел достичь Гре с остатками армии.

### Осада Гре и бой у моста Маньи
Принц Оранский выбил королевские войска из Рошфора и Монмире, а Клод де Водре закрепился в Осоне. В руках французов в графстве остался только Гре, и Латремуй отчаянной вылазкой отразил попытку Жана де Шалона овладеть этим городом, заставив принца укрыться в замке Жи в ожидании помощи, которую ему вел Гуго де Шато-Гийон. Чтобы не допустить соединения двух вражеских отрядов, сир де Кран выступил по безансонской дороге и возле Оньона наткнулся на Гуго и Клода де Водре, занявших с тремя тысячами немецких и швейцарских наемников и местными частями позицию на правом берегу реки. Французы пытались переправиться по мосту Маньи, но были атакованы контуазцами в узком дефиле и понесли большие потери (около двух тысяч убитыми). После нескольких попыток им все же удалось переправиться через реку и начать кровопролитное сражение, исход которого долго оставался неясным.
Потеряв половину личного состава, восставшие бежали, а Гуго де Шато-Гийон был взят в плен. Латремуй преследовал противника до стен Безансона, и пытался добиться сдачи города, угрожая сровнять его с землей и перепахать плугом. Осадной артиллерии у него с собой не было, горожане выставили против французов два значительных отряда, и губернатору пришлось отступить.

### Первая осада Доля
Едва достигнув Гре, сир де Кран был вынужден отправиться на подавление восстания, начавшегося летом в Дижоне. Быстро подавив возмущение вместе с генеральным наместником Шомон-Амбуазом, Латремуй вернулся во Франш-Конте и предпринял осаду Доля. В отличие от герцогства Бургундии, в графстве французы столкнулись с упорным сопротивлением знати, горожан и крестьян, и в кампанию 1477 года потерпели поражение.

## Оккупация Пикардии, Булонне и Артуа
Людовик быстро подчинил бургундские владения в Пикардии, оккупировал графство Булонское, объявив, что держит его как фьеф от Божьей Матери, и некоторое время удерживал даже имперский город Камбре, изгнав оттуда епископа. В Артуа французы столкнулись с серьезным сопротивлением. Сент-Омер и Эр не открыли ворота. Жители Арраса решили запросить мнение герцогини, но депутация из 22 горожан была перехвачена людьми короля, который приказал всех обезглавить.
В Перонну к нему прибыло посольство Марии, в которое входили канцлер Гийом Югоне, сеньор де Эмберкур, Лодевик ван Грутхусе, Вольферт VI ван Борселен и другие вельможи. Часть из них королю удалось склонить на свою сторону и добиться сдачи Арраса, покинутого отрядом Филиппа де Кревкёра 4 марта. Затем город несколько раз восставал, и 2 июня 1479 г. Людовик распорядился депортировать население. Укрепления города были частично разрушены, и он потерял даже своё имя, будучи переименован во «Франшизу». Все провинции королевства, кроме Бургундий и Дофине, должны были направить туда переселенцев, соответственно квотам, и обеспечить их средствами.
Это потребовало значительных расходов, и, хотя французские купцы были обязаны покупать товары, произведенные во Франшизе, по завышенным ценам, попытка основать новый город завершилась полным провалом. В конце правления король был вынужден вернуть в Аррас прежнее население, но ущерб, нанесенный городской экономике, оказался слишком велик, и знаменитые гобеленные мастерские уже не смогли восстановить прежний уровень производства.

## Фламандский конфликт
В Гент был направлен Оливье ле Ден, граф де Мёлан, имевший задание склонить герцогиню к принятию французского протектората. В случае отказа он должен был устроить в городе волнения. В марте Людовик показал фламандским послам секретное послание Марии, в котором она сообщала, что не собирается считаться с мнением сословий. Это вызвало сильное негодование, канцлер Гийом Югоне и сеньор де Эмберкур были схвачены и обезглавлены, а герцогиня фактически лишена власти. Оливье ле Ден бежал в Турне, гентцы собрали армию под командованием Адольфа Эгмонта, чтобы выбить его оттуда, но в бою с войском адмирала Бурбона под стенами города герцог Гельдернский был убит.

## Франко-габсбургская война
Французские происки во Фландрии не имели успеха, поскольку фламандцы не желали принимать власть Людовика. 21 апреля договорились о браке Марии и Максимилиана, состоявшемся 19 августа.
В июне Людовик с крупными силами вторгся в Эно, рассчитывая подчинить страну с помощью устрашения. Войска уничтожали урожай, Антуан де Шабанн был послан разрушить Валансьен. Авен после взятия был сожжен, а население полностью вырезано. «Французские бойни» Людовика привели лишь к взрыву ненависти и ожесточенному сопротивлению, и после трех месяцев грабежа и резни королю пришлось согласиться на перемирие (8 сентября 1477 г.). Зимой он постарался основательно подготовиться к предстоящей кампании, заставив города королевства предоставить значительные средства, но и Максимилиан сумел собрать крупную армию из немцев и швейцарцев.
Габсбург не имел достаточных сил для войны в Бургундии, и сосредоточился на борьбе за Фландрию. Кампания 1478 года не принесла победы ни одной из сторон, французы вывели часть войск из Эно и 11 июля было заключено годичное перемирие. Жестокая и кровопролитная битва при Гинегате 7 августа 1479 г. закончилась поражением французов, но габсбургские войска понесли большие потери и не смогли добиться решительного успеха. Осада Теруана была безуспешной, отвоевать Аррас также не удалось.

## Французское завоевание Франш-Конте
В конце апреля 1479 г. армия д'Амбуаза, сменившего Латремуя, смогла приступить к покорению Бургундского графства. После заключения перемирия между Людовиком и Максимилианом контуазцы начали искать союзников за границей, и снова обратились к швейцарцам. Архиепископ Безансона побывал на нескольких ассамблеях, и слал благоприятные донесения, но серьезного успеха не достиг. На последней ассамблее кантонов, собравшейся в Цюрихе, присутствовали также послы короля Франции, императора и Сигизмунда Тирольского и всех вольных городов Эльзаса.
Конфедерация приняла решение выйти из войны, заключив с Максимилианом и Марией вечный мир, названный «наследственной лигой», и подлежавший продлению каждые десять лет. Договор был заключен на условиях uti possidetis, а все претензии на графство Бургундское, порожденные правом войны, должны были аннулироваться в обмен на 150 тыс. рейнских флоринов, которые жителям предстояло выплатить частями, но в довольно краткие сроки. Французские послы пытались помешать соглашению, предлагая швейцарцам крупную сумму и соглашаясь признать завоевания, которые им удастся сделать во Франш-Конте. Кантоны отказывались изменять данному слову, но, когда выяснилось, что графство не может выплатить требуемую сумму, стали более благосклонно воспринимать французские предложения, и позволили навербовать шеститысячный отряд.

### Вторая осада Доля
Покорение графства началось с его столицы, поскольку королю хотелось быстрее смыть позор предыдущего поражения. Шомон-Амбуаз действовал более последовательно, чем его предшественник, но жители Доля оказывали упорное сопротивление, и ворваться в город французам удалось лишь благодаря измене, причем горожане и после этого отказались сдаваться, и подчинить город удалось, только разрушив почти полностью и перебив в уличных боях большую часть населения.

### Подчинение городов
Следом за столицей были завоеваны другие города. Сален сдался без сопротивления, Полиньи был предательски сдан Гуго де Шато-Гийоном, отпущенным из плена за выкуп, и затем подкупленным королём Франции. Арбуа сопротивлялся отчаянно, и был взят штурмом, разграблен и обложен контрибуцией еще до падения Доля. Как только французы вывели войска, город опять восстал, и был снова взят, разграблен и обязан заплатить новый выкуп. Жители, не желая терпеть французское иго, скрылись в горах, и Амбуаз в ярости собирался сжечь Арбуа. Духовенству с трудом удалось отговорить командующего, заплатив ему 5 тыс. флоринов, и он ограничился разрушением городских стен.
Затем были захвачены и разграблены остальные города Франш-Конте: Гре, Люксёй, Фоконье, Везуль, оказавший упорное сопротивление. Оставалось овладеть Безансоном. Город был способен выдержать долгую осаду, но жители не видели в этом смысла, после того, как французы завоевали большую часть страны. 3 июля безансонцы подписали с Амбуазом договор о подчинении королю на условии сохранения вольностей, половинной габели и других сборов. 8-го Людовик ратифицировал соглашение, и через несколько дней принял посольство Безансона в Монтрёе. Капитаном города назначался Амбуаз, вступивший в Безансон 7 августа с 10 тыс. солдат.
Принц Оранский надеялся создать в Безансоне опорный пункт для отвоевания графства, но горожане отказались его впустить, а попытка силой проникнуть за стены была отражена 1 августа, после чего командовавший в городе Клод де Тулонжон покинул Безансон, не желая подчиняться французам.
Чтобы прочнее привязать к себе безансонцев, Людовик в 1480 году провел их натурализацию, предоставив иммунитеты, которыми пользовались парижане, учредив две ярмарки, и позволив торговать по всему королевству без уплаты габели.

### Завоевание горных районов
Амбуаз недолго оставался в Безансоне, поскольку бургундское сопротивление еще не сказало последнего слова. Страна была побеждена, но не покорена — война из городов переместилась в горы. Многие дворяне, среди которых были Клод де Тулонжон, Гийом де Водре, сиры д'Арбан, де Рей, де Бофремон, д'Уазеле, де Дигуан, отказались сложить оружие. Удалившись в свои горные крепости, они какое-то время не без успеха оборонялись, и даже переходили в наступление, отвоевывая у французов замки, а Гийому де Водре удалось вернуть Фоконье.
Эта горная война была беспощадной, как всякая герилья. Пленных не брали ни те, ни другие. Уничтожая все на своем пути, французские войска медленно продвигались от замка к замку. Был сожжен Ружмон, Уазеле взят после упорного боя, а его сеньор захвачен вместе с женой, «дамой с мужским сердцем, наделенной телесной мощью и силой амазонки», бившейся с секирой в руках на бреши. Кретьен де Дигуан, командовавший в Шатийон-су-Мальше, был казнен после взятия крепости, и та же участь выпала Гийому де Водре, захваченному в плен после отчаянной обороны Фоконье, и обезглавленному в Люксёе в назидание прочим мятежникам.
Неприступный замок Жу сдался на почетных условиях 27 апреля 1480 г. из-за недостатка припасов. Остальные крепости капитулировали в апреле-мае, отчаявшись дождаться откуда-либо помощи. Графство было подчинено полностью, но значительная его часть лежала в руинах, многие деревни обезлюдели на десятилетия, а поля поросли лесом.

## Позиция Англии
Нейтралитет Эдуарда IV позволял Людовику свободно действовать во Фландрии и на море. Договор в Пикиньи был подтвержден соглашениями 25 октября 1477 г. и 13 февраля 1479 г. и договоренностью о помолвке дофина с дочерью английского короля. Тем не менее, политические и экономические интересы Англии требовали противодействия попыткам установления французской гегемонии в Нидерландах.
Король Англии хотел вмешаться в конфликт, чтобы не дать Людовику овладеть Фландрией, но боялся лишиться ежегодного пенсиона, обусловленного договором в Пикиньи. В 1478 году Максимилиан и Мария начали переговоры с англичанами, закончившиеся подписанием 12 июля 1478 г. торгового соглашения. Война с Шотландией замедлила подписание формального союза, но 18 июля 1479 г. стороны договорились о помолвке Филиппа Красивого с Анной, третьей дочерью Эдуарда. В 1480 году король Англии подписал союзный договор с Максимилианом и Марией, одолжив им крупную сумму и пообещав прислать английских лучников. Эрцгерцог гарантировал выплату пенсиона, в случае, если Людовик откажется от своих обязательств, а в начале 1481 года пообещал английскому королю помощь в завоевании Шампани и проведении коронации в Реймсе. Наконец, при посредничестве англичан 16 апреля 1481 г. был возобновлен союз Бургундии с герцогом Бретани, пообещавшим прислать 5 тыс. лучников.
С помощью интриг и подкупа Людовик снова добился нейтралитета Англии, подписав летом 1482 г. с Эдуардом IV новое перемирие, на срок их жизни, и один год после смерти первого из них. С Габсбургом 21 августа 1480 было заключено новое перемирие, продленное в 1481 году и действовавшее до июня 1482 г. 28 июля 1482 г., после падения Эра, французы полностью оккупировали Артуа.

## Аррасский мир
Гибель Марии Бургундской 27 марта 1482 г. осложнила положение Максимилиана. Фламандцы были им недовольны и хотели мира. Французы также устали от грабежей королевской армии и налетов нидерландских каперов. Людовик был вынужден признать ошибочность своей бургундской политики, бросившей Марию в объятия Максимилиана. Король был болен и торопился закончить войну. Граф де Даммартен был сменен на посту главнокомандующего бургундским перебежчиком Кревкёром, который провел переговоры с противником.
Мирный договор был подписан в Аррасе 23 декабря 1482 г. Дофин должен был жениться на Маргарите Бургундской, приносившей в приданое Артуа и Франш-Конте. О герцогстве Бургундском в соглашении ничего не говорилось. Стороны молча подразумевали, что оно также составит часть приданого. Принцесса была отправлена на воспитание в Париж.

## Итоги
Бургундское государство было расчленено. Швейцарцы получили деньги и славу, Рене Лотарингский вернул своё герцогство, а Сигизмунд получил Эльзасское ландграфство. Людовик XI извлек наибольшую выгоду, приобретя Пикардию, Булонне, герцогство Бургундию, Артуа и Франш-Конте, но Габсбургский дом утвердился в Нидерландах, создавая постоянную угрозу Франции. Таким образом, война 1477—1482 годов стала первой в длительной череде франко-габсбургских конфликтов, продолжавшихся до середины XVIII века.
Филипп де Коммин, настаивавший на необходимости брака с Марией, и попавший из-за этого в немилость, упрекает Людовика в том, что жажда мести Бургундскому дому за многолетние унижения заставила короля пренебречь доводами разума, и не позволила окончательно решить бургундскую проблему.

И потому, что он освободился от всякого страха, Господь не позволил ему взяться за это столь великое дело с того конца, с которого нужно было. Ибо с помощью брака и дружеских уз он легко бы смог присоединить к короне все эти крупные сеньории, на которые иначе претендовать не имел никакого права; в случае заключения этого брака он под его сенью сделал бы все, что хотел, и поступил с ними по своей воле ввиду великого разорения, оскудения и немощи этих сеньорий — таким образом он усилил бы и обогатил своё королевство и установил длительный мир, который был необходим, дабы облегчить тяготы королевства — и прежде всего вывести за его пределы солдат, которые и в прошлом, и в настоящем беспрестанно бродили по всему королевству, и чаще всего без особой надобности.— Филипп де Коммин. Мемуары, с. 189
Новая франко-габсбургская война началась в июне 1486 г. и была попыткой Максимилиана поддержать феодальный мятеж, известный под названием Безумной войны, и овладеть Бретонским наследством. Она закончилась подписанием Франкфуртского мира 22 июля 1489 г. В следующем году Максимилиан женился по доверенности на Анне Бретонской, но король Карл VIII аннулировал этот брак и сам взял в жены наследницу Бретани. В результате расторжения помолвки с Маргаритой Франция потеряла Артуа, Франш-Конте и Шароле, но по условиям Санлисского договора 23 мая 1493 г. сохранила герцогство Бургундию, города на Сомме и Булонне.